# Copa Interclubes de la Uncaf 2001
La Copa Interclubes UNCAF 2001 fue la 20.ª edición de este torneo de fútbol a nivel de clubes de América Central organizado por la UNCAF y que contó con la participación de 8 equipos de la región.
El CSD Municipal de Guatemala fue el vencedor del torneo tras ser el equipo que sumó más puntos en la ronda final disputada en San José, Costa Rica para ganar el título por tercera ocasión, mientras que el campeón de las pasadas dos ediciones, el CD Olimpia de Honduras, quedó en tercer lugar del torneo.

## Primera Ronda

### Grupo A
Todos los partidos se jugaron en el Estadio Mateo Flores de Guatemala.
| 15 de agosto de 2001 | Saprissa    | 1:1 (0:1) | Tauro      | Estadio Mateo Flores, Ciudad de Guatemala |  |
|                      | Saborío 56' | Reporte   | Nazarit 6' |                                           |  |

| 15 de agosto de 2001 | Comunicaciones | 0:0 | Motagua | Estadio Mateo Flores, Ciudad de Guatemala |  |

| 17 de agosto de 2001 | Motagua | 0:1 (0:1) | Tauro        | Estadio Mateo Flores, Ciudad de Guatemala |  |
|                      |         |           | Wiltshire 6' |                                           |  |

| 17 de agosto de 2001 | Comunicaciones | 1:2 (1:1) | Saprissa                  | Estadio Mateo Flores, Ciudad de Guatemala |  |
|                      | Valencia 17'   | Reporte   | Cordero 10' · Saborío 82' |                                           |  |

| 19 de agosto de 2001 | Tauro         | 1:2 (1:1) | Comunicaciones            | Estadio Mateo Flores, Ciudad de Guatemala |  |
|                      | Rodríguez 12' |           | Valencia 36' · Rivera 59' |                                           |  |

| 19 de agosto de 2001 | Motagua          | 1:2 (1:1) | Saprissa                  | Estadio Mateo Flores, Ciudad de Guatemala |  |
|                      | Leyes 16' (pen.) | Reporte   | V. Núñez 2' · Centeno 69' |                                           |  |

| Equipo         | PJ | PG | PE | PP | GF | GC | Dif. | Pts. |
| -------------- | -- | -- | -- | -- | -- | -- | ---- | ---- |
| Saprissa       | 3  | 2  | 1  | 0  | 5  | 3  | +2   | 7    |
| Comunicaciones | 3  | 1  | 1  | 1  | 3  | 3  | 0    | 4    |
| Tauro          | 3  | 1  | 1  | 1  | 3  | 3  | 0    | 4    |
| Motagua        | 3  | 0  | 1  | 2  | 1  | 3  | -2   | 1    |

### Grupo B
Todos los partidos se jugaron en el Estadio Nacional de Tegucigalpa, Honduras.
| 8 de agosto de 2001 | Alajuelense                                                                          | 6:1 (3:0) | Plaza Amador | Estadio Nacional de Tegucigalpa, Tegucigalpa |  |
|                     | Miso 25' · Oviedo 39' · Delgado 43' (pen.) · C. Castro 59' · Rosella 60' · Solís 66' |           | Román 79'    |                                              |  |

| 8 de agosto de 2001 | Olimpia | 0:0 | Municipal | Estadio Nacional de Tegucigalpa, Tegucigalpa |  |

| 10 de agosto de 2001 | Municipal                                                        | 7:0 (3:0) | Plaza Amador | Estadio Nacional de Tegucigalpa, Tegucigalpa |  |
|                      | Plata 21', 28', 83' · Barros 34', 88' · Estrada 71' · Romero 90' |           |              |                                              |  |

| 10 de agosto de 2001 | Olimpia | 0:0 | Alajuelense | Estadio Nacional de Tegucigalpa, Tegucigalpa |  |

| 12 de agosto de 2001 | Alajuelense      | 2:2 (1:2) | Municipal                | Estadio Nacional de Tegucigalpa, Tegucigalpa |  |
|                      | Jiménez 36', 90' |           | Romero 16' · Acevedo 22' |                                              |  |

| 12 de agosto de 2001 | Plaza Amador | 0:6 (0:4) | Olimpia                                                      | Estadio Nacional de Tegucigalpa, Tegucigalpa |  |
|                      |              |           | Ulloa 13' · Fuentes 15' · Costa 29', 80', 88' · Tilgauth 41' |                                              |  |

| Equipo       | PJ | PG | PE | PP | GF | GC | Dif. | Pts. |
| ------------ | -- | -- | -- | -- | -- | -- | ---- | ---- |
| Municipal    | 3  | 1  | 2  | 0  | 9  | 2  | +7   | 5    |
| Olimpia      | 3  | 1  | 2  | 0  | 6  | 0  | +6   | 5    |
| Alajuelense  | 3  | 1  | 2  | 0  | 8  | 3  | +5   | 5    |
| Plaza Amador | 3  | 0  | 0  | 3  | 1  | 19 | -18  | 0    |

## Ronda Final
Todos los partidos se jugaron en el Estadio Nacional de San José, Costa Rica.
| 12 de septiembre de 2001 | Saprissa    | 1:1 (0:1) | Municipal | Estadio Nacional, San José |  |
|                          | Centeno 63' | Reporte   | Plata 3'  |                            |  |

| 12 de septiembre de 2001 | Comunicaciones | 0:2 (0:0) | Olimpia                     | Estadio Nacional, San José |  |
|                          |                |           | Fuentes 70' · Domínguez 72' |                            |  |

| 14 de septiembre de 2001 | Olimpia     | 1:3 (0:0) | Saprissa                      | Estadio Nacional, San José |  |
|                          | Tosello 61' | Reporte   | Centeno 52', 56' · Campos 81' |                            |  |

| 14 de septiembre de 2001 | Comunicaciones | 0:4 (0:1) | Municipal                                            | Estadio Nacional, San José |  |
|                          |                |           | Girón 3' · Barrios 55' · Plata 63' (pen.) · Ruiz 83' |                            |  |

| 16 de septiembre de 2001 | Saprissa                                 | 3:2 (2:1) | Comunicaciones   | Estadio Nacional, San José |  |
|                          | Centeno 10' · Ramírez 18' · V. Núñez 75' | Reporte   | Estrada 37', 50' |                            |  |

| 16 de septiembre de 2001 | Municipal            | 2:1 (1:1) | Olimpia   | Estadio Nacional, San José |  |
|                          | Plata 25' · Ruiz 75' |           | Costa 40' |                            |  |

| Equipo         | PJ | PG | PE | PP | GF | GC | Dif. | Pts. |
| -------------- | -- | -- | -- | -- | -- | -- | ---- | ---- |
| Municipal      | 3  | 2  | 1  | 0  | 7  | 2  | +5   | 7    |
| Saprissa       | 3  | 2  | 1  | 0  | 7  | 4  | +3   | 7    |
| Olimpia        | 3  | 1  | 0  | 2  | 4  | 5  | -1   | 3    |
| Comunicaciones | 3  | 0  | 0  | 3  | 2  | 9  | -7   | 0    |

## Clasificados a la Copa de Campeones de la Concacaf 2002
| Bandera de Guatemala | Bandera de Costa Rica | Bandera de Honduras |
| Municipal            | Saprissa              | Olimpia             |
| Campeón 3° Título    | Subcampeón            | Tercer puesto       |
| Bandera de Guatemala | Bandera de Costa Rica | Bandera de Panamá   |
| Comunicaciones       | Alajuelense           | Tauro               |
| Cuarto puesto        | Tercero del grupo B   | Tercero del grupo A |